# Spanotartessus montanus
Spanotartessus montanus är en insektsart som beskrevs av Evans 1981. Spanotartessus montanus ingår i släktet Spanotartessus och familjen dvärgstritar. Inga underarter finns listade i Catalogue of Life.